# Yūki Kotera
Yūki Kotera (japanisch 小寺 優輝 Kotera Yūki; * 12. Juli 1986 in der Präfektur Wakayama) ist ein ehemaliger japanischer Fußballspieler.

## Karriere
Kotera erlernte das Fußballspielen in der Universitätsmannschaft der Hannan-Universität. Seinen ersten Vertrag unterschrieb er 2009 bei Fagiano Okayama. Der Verein spielte in der zweithöchsten Liga des Landes, der J2 League. Für den Verein absolvierte er 14 Ligaspiele. 2012 wechselte er zu FC Ganju Iwate. Ende 2014 beendete er seine Karriere als Fußballspieler.